# Tyler Lydon
Tyler Robert Lydon (Hudson, Nueva York, 9 de abril de 1996) es un exbaloncestista estadounidense que disputó 2 temporadas en la NBA. Con 2,08 metros de estatura, jugaba en la posición de alero.

## Trayectoria deportiva

### Universidad
Tras pasar en su etapa de secundaria por el Stissing Mountain High School de Pine Plains, en octubre de 2014 anunció que se había comprometido con los Orangemen de la Universidad de Syracuse para jugar baloncesto universitario. Allí jugó dos temporadas, en las que promedió 11,6 puntos, 7,4 rebotes, 1,6 asistencias y 1,6 tapones por partido.
Tras su segunda temporada se declaró elegible para el draft de la NBA, renunciando a los dos años que le quedaban de carrera.

#### Estadísticas
| Año     | Equipo   | PJ | PT | MPP  | %TC  | %3P  | %TL  | RPP | APP | ROB | TPP | PPP  |
| ------- | -------- | -- | -- | ---- | ---- | ---- | ---- | --- | --- | --- | --- | ---- |
| 2015–16 | Syracuse | 37 | 0  | 30.3 | .479 | .405 | .774 | 6.3 | 1.1 | 1.1 | 1.8 | 10.1 |
| 2016–17 | Syracuse | 34 | 34 | 36.1 | .472 | .392 | .836 | 8.6 | 2.1 | 1.0 | 1.4 | 13.2 |
| Total   | Total    | 71 | 34 | 33.1 | .475 | .398 | .809 | 7.4 | 1.6 | 1.1 | 1.6 | 11.6 |

### Profesional
Fue elegido en la vigésimo cuarta posición del Draft de la NBA de 2017 por los Utah Jazz, pero esa misma noche sus derechos fueron traspasados junto con Trey Lyles a los Denver Nuggets a cambio de los derechos sobre la elección número 13, Donovan Mitchell. Tras superar una lesión en la rodilla, debutó con los Jazz el 20 de noviembre ante los Kings.
Tras dos temporadas en Denver, en las que apenas dispuso de oportunidades y jugar en la NBA D League, el 17 de julio de 2019 firmó contrato con Sacramento Kings, pero fue cortado antes del comienzo de la temporada.
En julio de 2021 participó en el The Basketball Tournament con el equipo Boeheim's Army, y ganaron el torneo, llevándose $1 millón como premio. Al término del torneo anunció su retirada del baloncesto profesional.

### Selección nacional
Representó a Estados Unidos en el FIBA Américas Sub-18 de Colorado 2014, donde ganó la medalla de oro.

## Estadísticas de su carrera en la NBA

### Temporada regular
| Año     | Equipo | PJ | PT | MPP | %TC  | %3P  | %TL  | RPP | APP | ROB | TPP | PPP |
| ------- | ------ | -- | -- | --- | ---- | ---- | ---- | --- | --- | --- | --- | --- |
| 2017-18 | Denver | 1  | 0  | 2.0 | –    | –    | –    | .0  | .0  | .0  | .0  | .0  |
| 2018-19 | Denver | 25 | 0  | 3.8 | .500 | .400 | .333 | .7  | .2  | .1  | .0  | .9  |
| Total   | Total  | 26 | 0  | 3.7 | .500 | .400 | .333 | .7  | .2  | .1  | .0  | .9  |